# Suture lacrymo-conchale
La suture lacrymo-conchale est la suture crânienne qui relie l’hamulus lacrymal de l’os lacrymal à la lunule lacrymale de los maxillaire.